# SuperLiga Feminină
SuperLiga Feminină este primul eșalon din sistemul competițional fotbalistic feminin din România. Competiția este organizată de Federația Română de Fotbal. 

## Istoric

### Începuturile
I. Mihăilescu care a activat în fotbal din 1947 până în 1981, împreună cu Traian Tomescu (președintele comisiei municipale de fotbal București) au organizat in sezonul 1971-1972 primul campionat de fotbal. S-au înscris 16 echipe, pe lângă echipele intreprinderilor de profil din București, au participat și echipe din Brasov, Ploiesti, Baia Mare și Iași. Titlul a fost câștigat de Venus care reprezenta fabrica de confecții și tricotaje București. In sezonul 1972-73, Marin Dragnea a venit cu propunerea să fie organizate cuplaje, meciul de fotbal feminin să preceadă pe cel de Divizia A masculin. Meciul Venus - Rapid a fost o bună propagandă fotbalului feminin, fapt care a atras atenția lui Ion Alexandrescu, șeful fotbalului care a început să se opună ca acest sport sa fie practicat de femei și la finalul sezonului practic fotbalul feminin a intrat în ilegalitate.

### Anii '90
În 8 martie 1990 pe fondul descentralizării sportului și al unor aparente tendințe de reformare instituțională, la FRF s-a pus în discuție înființarea Comisiei Centrale pentru fotbal feminin, și s-a decis startul primei competiții oficiale, „Cupa Libertatea”, care avea să stabilească participantele în cele 2 divizii valorice. Comisiei Centrală pentru fotbal feminin a avut ca prim președinte pe Rodica Șiclovan, Georgeta Gabriela Bucur (vicepreședinte), Elena Vizitiu (secretar), Emilia Pătru (șef subcomisia de disciplină), Iulian Negoiță (șef subcomisia de antrenori), Valeriu Călinoiu (șef subcomisia de competiții), Romeo Stîncan (șef subcomisia de arbitri) și Ion Motroc din partea Federației.
Fotbalul feminin reînființat în anul 1990 era alcătuit din 12 echipe (Divizia A) și 30 de echipe, 10 echipe în fiecare serie (în Divizia B), dar de atunci a suferit mai multe modificări. Lipsa banilor a făcut ca în 1997 sa existe un campionat cu doar 4 echipe, în toată țara existând 16 echipe; 3 în Timișoara, 3 în Sibiu, 2 în Cluj-Napoca, dar care nu puteau participa din lipsa fondurilor. Ion Nunweiller a acceptat să devină selecționerul României fără a fi remunerat, pensia fiindu-i de ajuns. Maria Delicoiu, antrenorul asistent a lui Nunweiller, a devenit prima femeie antrenor în fotbalul românesc.
Cluburile care au performat în această perioadă au fost ICIM Brașov (4 titluri) și Motorul Oradea (3 titluri).

### Secolul 21
| Nume               | Perioada     |
| ------------------ | ------------ |
| Divizia A          | 1990–2006    |
| Liga I             | 2006–2013    |
| SuperLiga română   | 2013–2017    |
| Liga I             | 2017–2023    |
| SuperLiga feminină | 2023–prezent |

În 2002, FC Regal București bifează prima apariție oficială în Champions League (UEFA Women's Cup).
Până în sezonul 2005-2006 liga a fost cunoscută sub numele de Divizia A. După aceea, liga s-a numit Liga I. În 2008, Clujana Cluj devine prima echipă din România ajunsă în grupele principale ale Champions League. Prima dată, în sezonul 2011-2012, a fost împărțit în două serii (est și vest). Apoi, din 2012, a fost împărțit în trei serii.
Sezonul 2013-2014 a fost prima ediție sub o nouă denumire, Superliga română. La ea au participat cele 6 echipe care au jucat în play-off în sezonul 2012-2013 și două dintre cele 3 echipe clasate pe locul 3 din fiecare serie. 
Din 2017 a purtat din nou denumirea Liga I. Din 2023 poartă denumirea SuperLiga Feminină.
Performerele începutului de secol au fost echipele din Cluj, Clujana (7 titluri) și Olimpia (12 titluri).

## Format
Reîncepând din anul 2016, Liga I este alcătuită din 10 echipe, care joacă într-un sezon regulat fără play-off. Câștigătoarea campionatului joacă în Liga Campionilor și locul 2, iar ultimele două echipe retrogradează în Liga a II-a. 

## Lista campioanelor
Lista campioanelor din Liga I:
| - 1990-91: ICIM Brașov - 1991-92: CFR Craiova - 1992-93: ICIM Brașov - 1993-94: Fartec Brașov - 1994-95: Fartec Brașov - 1995-96: Interindustrial Oradea - 1996-97: Motorul Oradea - 1997-98: Motorul Oradea - 1998-99: Conpet Ploiești - 1999-00: Conpet Ploiești - 2000-01: Regal București - 2001-02: Regal București - 2002-03: Clujana Cluj - 2003-04: Clujana Cluj - 2004-05: Clujana Cluj | - 2005-06: Clujana Cluj - 2006-07: Clujana Cluj - 2007-08: Clujana Cluj - 2008-09: Clujana Cluj - 2009-10: FCM Târgu Mureș - 2010-11: Olimpia Cluj - 2011-12: Olimpia Cluj - 2012-13: Olimpia Cluj - 2013-14: Olimpia Cluj - 2014-15: Olimpia Cluj - 2015-16: Olimpia Cluj - 2016-17: Olimpia Cluj - 2017-18: Olimpia Cluj - 2018-19: U Olimpia Cluj - 2019-20: anulat din cauza pandemiei covid-19 | - 2020-21: U Olimpia Cluj - 2021-22: U Olimpia Cluj - 2022-23: U Olimpia Cluj - 2023-24: Farul Constanța - 2024-25: Farul Constanța |

## Titluri pe echipe
La 14 mai 2024.
| Titluri | Echipă                                                              | Sezoane câștigate                                                                                                   |
| ------- | ------------------------------------------------------------------- | --- |
| 12      | Universitatea Olimpia Cluj                                          | 2010-11, 2011-12, 2012-13, 2013-14, 2014-15, 2015-16, 2016-17, 2017-18, 2018-19, 2019-20, 2020-21, 2021-22, 2022-23 |
| 7       | Clujana Cluj                                                        | 2002-03, 2003-04, 2004-05, 2005-06, 2006-07, 2007-08, 2008-09                                                       |
| 4       | Fartec Brașov (include și ICIM; schimbarea sponsorului clubului)    | 1990-91, 1992-93, 1993-94, 1994-95                                                                                  |
| 3       | Motorul Oradea (include și Interindustrial; schimbarea sponsorului) | 1995-96, 1996-97, 1997-98                                                                                           |
| 2       | Conpet Ploiești                                                     | 1998-99, 1999-00 |
| 2       | Regal București                                                     | 2000-01, 2001-02 |
| 2       | Farul Constanța                                                     | 2023-24, 2024-25 |
| 1       | CFR Craiova                                                         | 1991-92 |
| 1       | CSM Târgu Mureș                                                     | 2009-10 |

#### După orașe
| Oraș        | Titluri | Cluburi câștigătoare           |
| ----------- | ------- | ------------------------------ |
| Cluj-Napoca | 19      | Clujana (7), Olimpia Cluj (12) |
| Brașov      | 4       | ICIM (4)                       |
| Oradea      | 3       | Motorul (3)                    |
| București   | 2       | Regal (2)                      |
| Constanța   | 2       | Farul (2)                      |
| Ploiești    | 2       | Conpet (2)                     |
| Craiova     | 1       | CFR (1)                        |
| Târgu Mureș | 1       | CSM (1)                        |